# Élections législatives argentines de 2023
Les élections législatives argentines de 2023 se tiennent le 22 octobre 2023 afin d'élire 130 des 257 députés à la Chambre des députés, ainsi que 24 des 72 sénateurs du Sénat. Le premier tour de l'élection présidentielle a lieu simultanément.

## Contexte

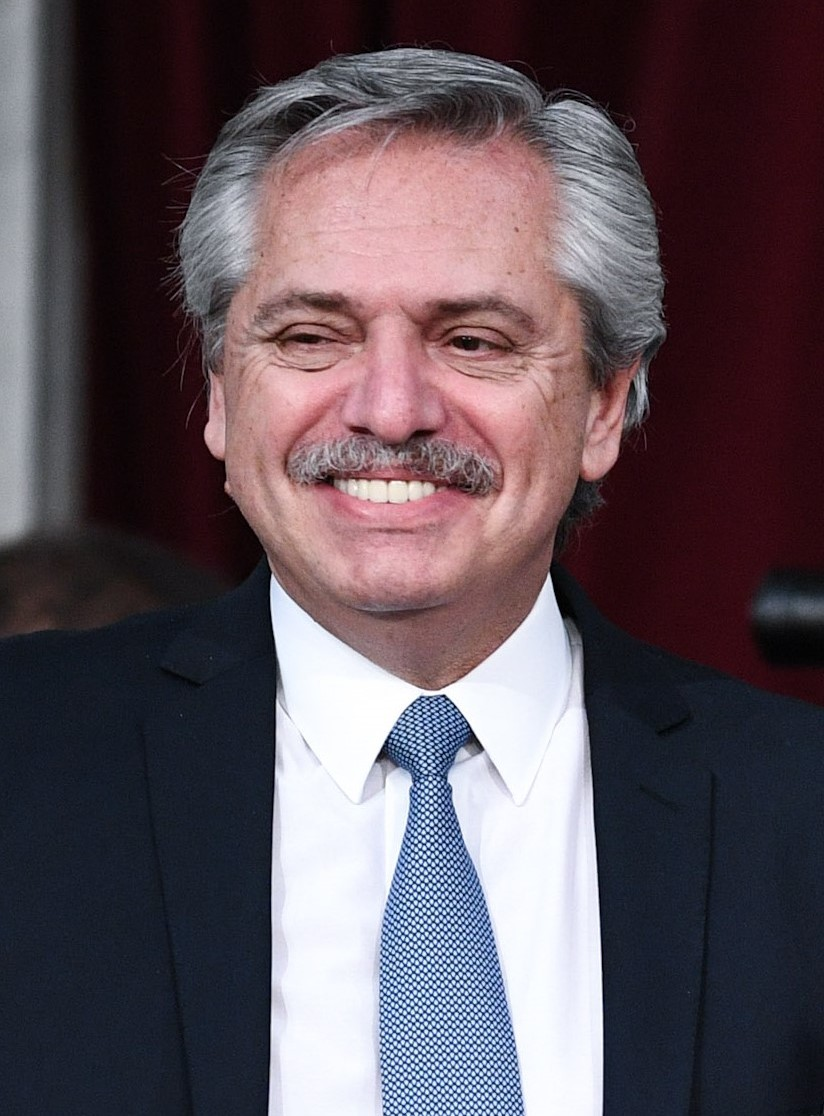
Alberto Fernandez

Le président Alberto Fernández, à la tête de la coalition de centre gauche Front commun menée par le Parti justicialiste est au pouvoir depuis sa victoire en 2019 sur le président sortant Mauricio Macri, candidat de la coalition de centre droit Ensemble pour le changement menée par le parti Proposition républicaine. Les résultats des élections législatives organisées simultanément en 2019 font qu'il ne dispose cependant pas d'une majorité à la Chambre des députés, et d'une majorité absolue de quelques siège au Sénat. 
Les élections de 2021 sont organisées dans le contexte de la pandémie de Covid-19, qui provoque leur report de plusieurs mois, ainsi que d'une sévère crise économique, caractérisée par trois années consécutives de récession et un taux de pauvreté de 40,6 % cette année là. Ce scrutin de mi-mandat aboutit à une victoire de l'opposition, Ensemble pour le changement sortant vainqueur tandis que le Front commun, entretemps renommé Front de tous, perd sa majorité au Sénat pour la première fois depuis près de 40 ans,,. Le Front de Tous connaît ainsi un recul jusque dans ses bastions électoraux de Buenos Aires et La Pampa, la population exprimant son mécontentement vis à vis de la hausse de l'inflation et du taux de pauvreté,,.

## Système électoral

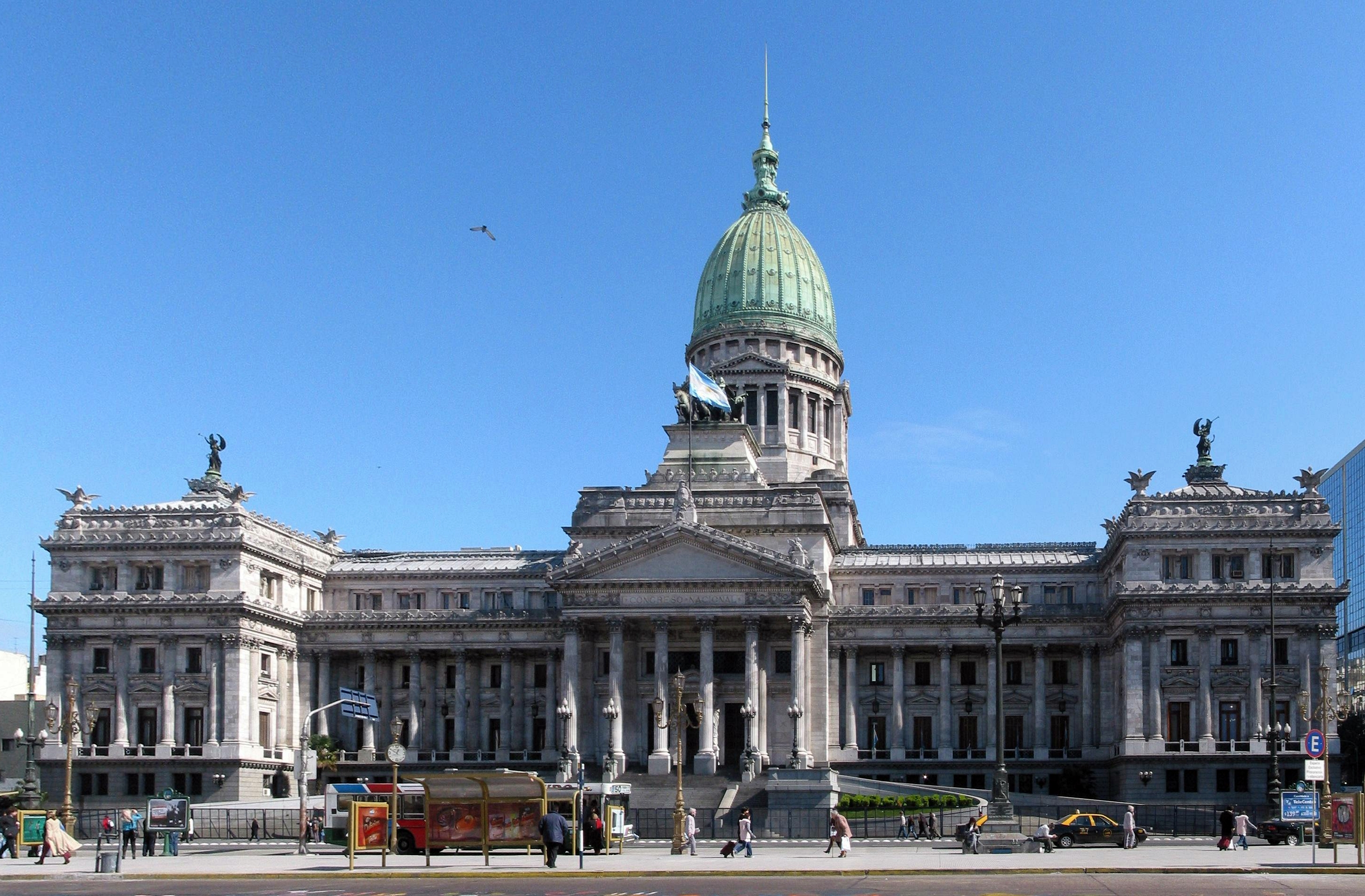
Palais du Congrès de la Nation argentine.

Le Congrès de la nation argentine est un parlement bicaméral doté d'une chambre basse, la Chambre des députés, et d'une chambre haute, le Sénat.
La Chambre des députés est renouvelable par moitié. Ce sont donc la moitié des 257 sièges de députés qui sont mis en jeu lors de cette élection, arrondis au supérieur à 130 sièges. Le Sénat est quant à lui renouvelable par tiers. Ce sont donc un tiers des 72 sièges de sénateurs qui sont mis en jeu, soit 24 sièges.
Le droit de vote s'acquiert à 16 ans, et est obligatoire pour tous les citoyens âgés de 18 à 70 ans, à quelques exceptions près (maladie, éloignement des bureaux de vote). L'abstention est sanctionnée par une amende d'un montant variant entre 50 et 500 pesos argentins, et par l'interdiction d'occuper des fonctions ou des emplois publics pendant trois ans.

### Chambre
La Chambre des députés (Cámara de Diputados) est dotée de 257 sièges pourvus pour des mandats de quatre ans renouvelés par moitié tous les deux ans. Le système électoral mis en œuvre est celui du scrutin proportionnel plurinominal à la plus forte moyenne, selon la méthode d'Hondt dans 24 circonscriptions électorales plurinominales correspondants aux vingt-trois provinces de l'Argentine plus Buenos Aires. Le nombre de sièges par circonscription varie selon leur population. Un seuil électoral de 4 % des suffrages exprimés au niveau national est requis pour que les listes de candidats puissent se voir attribuer des sièges.

### Sénat
Le Sénat est quant à lui doté de 72 sièges pourvus pour des mandats de six ans, renouvelables par tiers tous les deux ans dans les mêmes circonscriptions que les députés, selon une version modifiée du scrutin majoritaire à un tour. Dans ces vingt quatre circonscriptions plurinominales de trois sièges chacune, deux sièges sont attribués à la liste arrivant en tête, et le troisième à celle arrivée deuxième. Le sénat étant renouvelé par tiers, le scrutin n'a lieu que dans un tiers des circonscriptions.

## Sondages

Intentions de vote depuis les précédentes élections.

## Résultats

### À la Chambre
| Partis ou coalitions   | Partis ou coalitions                        | Voix       | %     | Sièges | Sièges | Sièges        |  |
| Partis ou coalitions   | Partis ou coalitions                        | Voix       | %     | Élus   | Total  | +/-           |  |
| ---------------------- | ------------------------------------------- | ---------- | ----- | ------ | ------ | ------------- |  |
|                        | Union pour la patrie (UP)                   | 9 094 285  | 38,53 | 58     | 108    | 10            |  |
|                        | Ensemble pour le changement (JxC)           | 6 291 879  | 26,66 | 31     | 93     | 25            |  |
|                        | La liberté avance (LLA)                     | 6 255 775  | 26,50 | 35     | 38     | 35            |  |
|                        | Nous faisons pour notre pays                | 939 918    | 3,98  | 4      | 8      | en stagnation |  |
|                        | Front de gauche et des travailleurs (FIT-U) | 781 145    | 3,31  | 1      | 5      | 1             |  |
|                        | Ensemble, nous sommes le Río Negro          | 59 044     | 0,25  | 0      | 0      | en stagnation |  |
|                        | Pour Santa Cruz                             | 53 181     | 0,23  | 1      | 1      | 1             |  |
|                        | Autres partis                               | 127 839    | 0,54  | 0      | 4      | 2             |  |
|                        |                                             |            |       |        |        |               |  |
| Votes valides          | Votes valides                               | 23 603 066 | 89,53 |        |        |               |  |
| Votes invalides        | Votes invalides                             | 243 996    | 0,93  |        |        |               |  |
| Votes blancs           | Votes blancs                                | 2 516 304  | 9,54  |        |        |               |  |
| Total                  | Total                                       | 26 363 363 | 100   | 130    | 257    | en stagnation |  |
| Abstentions            | Abstentions                                 | 8 534 849  | 24,46 |        |        |               |  |
| Inscrits/Participation | Inscrits/Participation                      | 34 898 212 | 75,54 |        |        |               |  |

### Au Sénat
| Partis ou coalitions   | Partis ou coalitions                        | Voix       | %     | Sièges | Sièges | Sièges        |  |
| Partis ou coalitions   | Partis ou coalitions                        | Voix       | %     | Élus   | Total  | +/-           |  |
| ---------------------- | ------------------------------------------- | ---------- | ----- | ------ | ------ | ------------- |  |
|                        | Union pour la patrie (UP)                   | 4 951 390  | 43,65 | 13     | 35     | 3             |  |
|                        | La liberté avance (LLA)                     | 2 941 289  | 25,93 | 7      | 7      | 7             |  |
|                        | Ensemble pour le changement (JxC)           | 2 904 926  | 25,61 | 2      | 24     | 9             |  |
|                        | Front de gauche et des travailleurs (FIT-U) | 429 269    | 3,78  | 0      | 0      | en stagnation |  |
|                        | Pour Santa Cruz                             | 56 188     | 0,49  | 2      | 2      | 1             |  |
|                        | Autres partis                               | 59 262     | 0,52  | 0      | 3      | 2             |  |
|                        |                                             |            |       |        |        |               |  |
| Votes valides          | Votes valides                               | 11 342 324 | 87,88 |        |        |               |  |
| Votes invalides        | Votes invalides                             | 98 516     | 0,76  |        |        |               |  |
| Votes blancs           | Votes blancs                                | 1 466 055  | 11,36 |        |        |               |  |
| Total                  | Total                                       | 12 906 895 | 100   | 24     | 72     | en stagnation |  |
| Abstentions            | Abstentions                                 | 3 579 380  | 21,71 |        |        |               |  |
| Inscrits/Participation | Inscrits/Participation                      | 16 486 275 | 78,29 |        |        |               |  |